# Episodi di 14º Distretto (quarta stagione)
La quarta stagione della serie televisiva 14º Distretto è stata trasmessa in anteprima in Germania da Das Erste tra il 2 gennaio 1991 e il 14 febbraio 1991.
| nº | Titolo originale   | Titolo italiano | Prima TV Germania | Prima TV Italia |
| -- | ------------------ | --------------- | ----------------- | --------------- |
| 1  | Katzenjani         | inedito         | 2 gennaio 1991    | inedito         |
| 2  | Der verlorene Sohn | inedito         | 3 gennaio 1991    | inedito         |
| 3  | Sunny Boy          | inedito         | 10 gennaio 1991   | inedito         |
| 4  | Tod auf Raten      | inedito         | 17 gennaio 1991   | inedito         |
| 5  | Sonntagsfrühstück  | inedito         | 24 gennaio 1991   | inedito         |
| 6  | Lügenbarone        | inedito         | 31 gennaio 1991   | inedito         |
| 7  | Der Reporter       | inedito         | 7 febbraio 1991   | inedito         |
| 8  | Prinz von Theben   | inedito         | 14 febbraio 1991  | inedito         |